# Roskosmos

Logo der russischen Raumfahrtorganisation mit kyrillischer Inschrift: Roskosmos

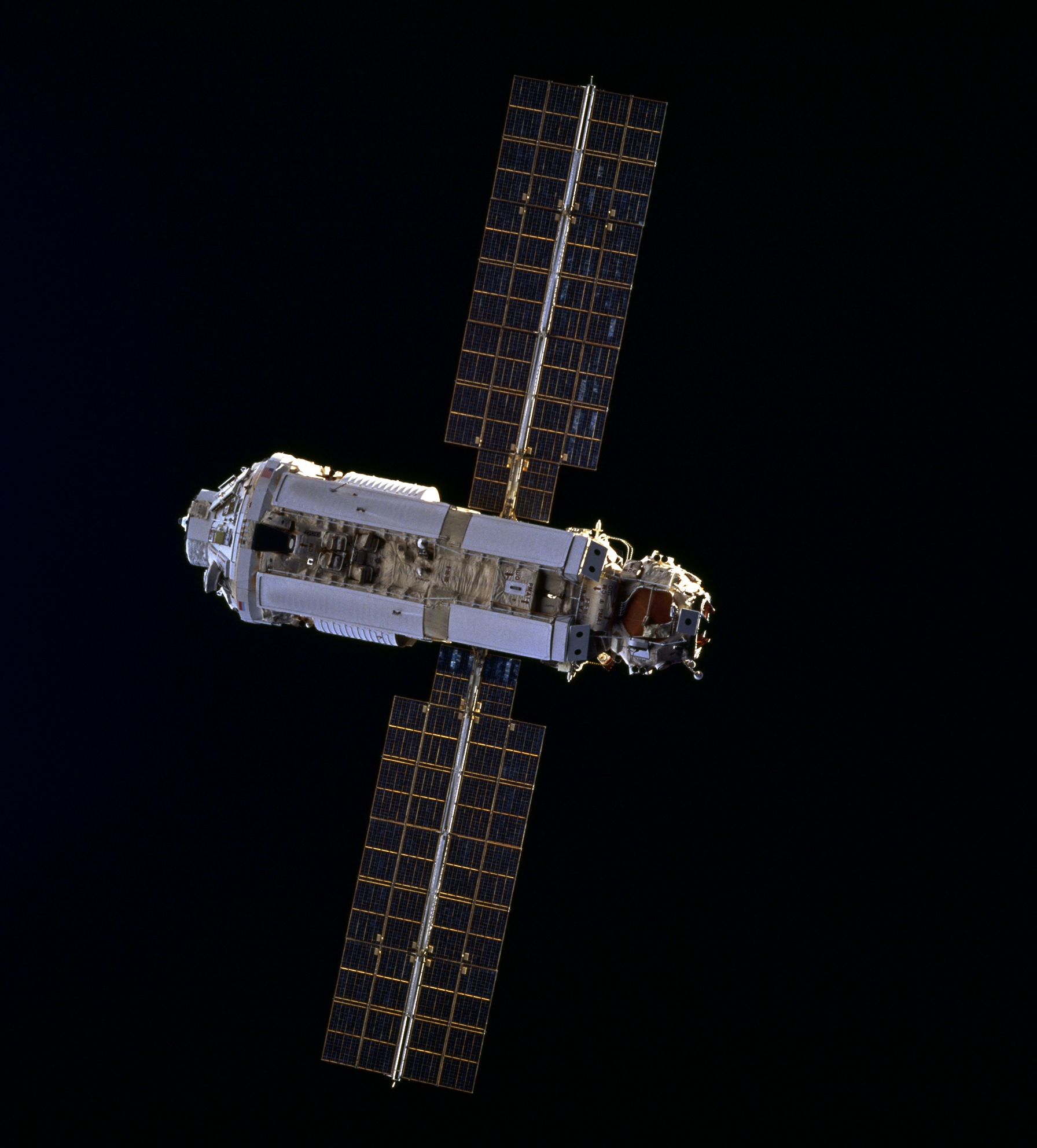
Das von Roskosmos entwickelte Sarja-Modul, Basis der ISS

Roskosmos (russisch Роскосмос) ist die Weltraumorganisation der Russischen Föderation. Sie ist ein staatliches Unternehmen und am 1. Januar 2016 per Dekret von Präsident Putin aus der ehemaligen und gleichnamigen Raumfahrtbehörde hervorgegangen. Sie ist für das zivile Raumfahrtprogramm des Landes zuständig und hat ihren Sitz im „Sternenstädtchen“ Swjosdny Gorodok nahe Moskau.

## Geschichte
Nach dem Zerfall der Sowjetunion wurde am 25. Februar 1992 der gleichnamige Vorgänger als staatliche Raumfahrtbehörde gegründet. Diese Agentur übernahm die wesentlichen Ressourcen der sowjetischen Raumfahrt und war insbesondere für das zivile Raumfahrtprogramm Russlands zuständig. Frühere Namen der Behörde waren RKA (Rossijskoje Kosmitscheskoje Agentstwo), RAKA (Rossiiskoje Awiazionno-Kosmitscheskoje Agentstwo) und Rosaviakosmos.
Leiter der Behörde Roskosmos war seit Januar 2015 Igor Komarow. Nach Umstrukturierungsmaßnahmen, insbesondere wegen mehrerer Fehlstarts aber auch verstärkter Korruption beim Bau des neuen Kosmodrom Wostotschny, wurde die Behörde Roskosmos zum 31. Dezember 2015 aufgelöst und zusammen mit der ORKK zum 1. Januar 2016, unter Beibehaltung des Namens Roskosmos, in ein staatliches Unternehmen überführt. Im Mai 2018 folgte der ehemalige stellvertretende Ministerpräsident Dmitri Rogosin auf Komarow.
Zu Zeiten der Sowjetunion gab es keine zentrale Raumfahrtorganisation. Die Entwicklungen fanden in den sogenannten OKB statt. Bekanntestes Beispiel ist das OKB-1 unter Leitung von Sergei Koroljow, welches u. a. für die Entwicklung von Sputnik 1, aber auch für den ersten Weltraumflug von Juri Gagarin zuständig war. Wichtige Entscheidungen wurden damals überwiegend vom Rat der Leiter dieser Konstruktionsbüros unter Einbindung der Politik getroffen.

## Allgemeines
Roskosmos benutzt aktuell drei Raumfahrtbahnhöfe: Das Kosmodrom Plessezk bei Archangelsk in Russland, das Kosmodrom Baikonur in Kasachstan, ehemalige Hauptbasis der sowjetischen Raumfahrt, sowie seit 2016 das Kosmodrom Wostotschny in der Oblast Amur im äußersten Südosten des Landes. Für die Nutzung von Baikonur müssen auf Basis eines Pachtvertrages Gebühren an Kasachstan bezahlt werden. Als Alternative zu Baikonur diente vorübergehend auch das Kosmodrom Swobodny. Eine Vielzahl von Raketenstarts erfolgte auch vom Startkomplex Kapustin Jar an der Wolga.
Lange Zeit unterhielt die russische Raumfahrtbehörde die Raumstation Mir, die trotz Finanzierungsschwierigkeiten sogar acht Jahre länger als vorgesehen in Betrieb war. Sie wurde schließlich am 23. März 2001 aufgegeben, da man sich auf die Internationale Raumstation (ISS) konzentrieren wollte. Russland ist maßgeblich an der ISS beteiligt, zu deren Versorgung unter anderem die Sojus-Rakete mit dem Progress-Raumtransporter eingesetzt wird. Vom Ende des Space-Shuttle-Programms im Juli 2011 bis zum Start der Crew Dragon im Mai 2020 starten alle bemannten Zubringerflüge zur ISS mit dem russischen Sojus-Raumschiff von Baikonur.
Roskosmos ist Vollmitglied der Normungsorganisation Consultative Committee for Space Data Systems (CCSDS).

## Raumfahrtprogramm ab 2006
Das Programm für 2006 bis 2015 sah Investition von 305 Milliarden Rubel (9 Mrd. Euro) in diesen zehn Jahren vor, davon 23 Milliarden (680 Mio. Euro) bereits im Jahr 2006. Diese Summe lag um etwa 25 % über jener, die für das Jahr 2005 vorgesehen war. Der Zehnjahresplan sah jährliche Steigerung der Ausgaben um 6 % vor sowie weitere 130 Milliarden Rubel (3,9 Mrd. Euro) an außerbudgetlichen Quellen wie der Industrie. Die Finanzierungshöhe der russischen Raumfahrt lag damit etwa auf gleichen Niveau wie jene der indischen Weltraumbehörde  ISRO. Am 22. Oktober 2005 wurde das Raumfahrtprogramm 2006–2015 von der russischen Regierung offiziell gebilligt.
Das neue Raumfahrtprogramm sah in den Jahren von 2008 bis 2010 vor allem die Vervollständigung des Satellitenparks durch neue Kommunikations-, Wetter- und Erdbeobachtungssatelliten vor. Zudem sollte der Bau neuer ISS-Module, die Phobos-Grunt-Marsmission, die Venera-D-Venusmission, die als Luna 25 bezeichnete Luna-Glob-Mondmission sowie mehrere wissenschaftliche Satelliten finanziert werden.
Weiterhin stand die Modernisierung russischer Trägerraketen auf dem Programm: Die abschließenden Arbeiten an den Sojus-2 und Angara-Raketen, Konzeptstudien über zukünftige Weiterentwicklungen (z. B. Sojus-3) sowie ein Projekt zur Entwicklung eines wiederverwendbaren Trägers der nächsten Generation, an dem Russland zusammen mit der Europäischen Weltraumorganisation (ESA) interessiert war (Orjol-Programm). Auch das Kliper-Programm wurde budgetiert, das Raumschiff sollte 2012 oder 2013 seinen Erstflug absolvieren, wurde nach der Übernahme des Herstellers RKK Energija durch Roskosmos im Juli 2007 jedoch eingestellt. Es soll durch das Raumschiff Federazija bzw. Orel ersetzt werden, dessen erster Testflug erst für 2028 geplant ist.
Die Entwicklung der Rus-M-Trägerrakete wurde 2011 zugunsten der Angara aufgegeben, deren Einführung jedoch nur schleppend vorankommt. Ursache ist vor allem mangelndes Kapital und fehlende technische Komponenten aus Ländern der westlichen Welt (die diese seit dem Überfall auf die Ukraine im Zuge der erlassenen Sanktionen nicht nach Russland liefert). Ebenso um Jahre im Verzug ist der geplante Ausbau des Kosmodroms Wostotschny. Die neue Russische orbitale Servicestation und die erste bemannte Mission zu der Raumstation wird für das Jahr 2028 angestrebt.

## Direktoren
Seit ihrer Gründung hatte Roskosmos folgende Leiter:
1. Juri Koptew (Februar 1992 bis März 2004)
2. Anatoli Perminow (März 2004 bis April 2011)
3. Wladimir Popowkin (April 2011 bis Oktober 2013)
4. Oleg Ostapenko (Oktober 2013[7] bis Januar 2015[3])
5. Igor Komarow (Januar 2015[3] bis Mai 2018)
6. Dmitri Rogosin (Mai 2018 bis Juli 2022[8])
7. Juri Borissow (Juli 2022 bis Februar 2025)[9]
8. Dmitri Bakanow (seit Februar 2025)[10]

## Unterstützung der „Nachtwölfe“
Neben seiner Aufgabe als Weltraumorganisation stellt Roskosmos dem russischen Motorrad- und Rockerclub Nachtwölfe „Steuergelder für die Unterstützung des aggressiven Krieges in der Ukraine zur Verfügung“.